# Sertanejo
El sertanejo o música sertaneja és un gènere musical del Brasil sorgit a partir de la dècada de 1910 per compositors urbans i rurals, considerada sovint com la versió brasilera del country estatunidenc. Actualment és l'estil musical més popular del Brasil, superant fins i tot la samba, en la majoria dels estats del país (especialment São Paulo, Minas Gerais, Goiás, Rio de Janeiro, Rio Grande do Sul, Mato Grosso do Sul, Mato Grosso, Rondônia, Tocantins i Paranà).
El tipus de sertanejo més tradicional és el sertanejo caipira o música caipira. Aquest subgènere musical va tenir inici amb el Bandeirisme del segle XVI i es va acabar de desenvolupar a principis de segle xx.
Inicialment, tal estil de música va ser propagat per una sèrie de duets musicals, amb l'ús de l'anomenada viola caipira i duets vocals. Aquesta tradició segueix fins avui en dia, en què sovint hi ha una parella que generalment té cantants amb veu tenor (més aguda), nasal i amb l'ús accentuat del falset. Mentre l'estil vocal s'ha mantingut relativament estable al llarg de les dècades, el ritme, la instrumental i les melodies van incorporant elements d'altres gèneres populars.
En general, és acceptat que la música sertaneja es divideix en els subgèneres "Caipira" o "Sertanejo Raiz", "Sertanejo Romàntic" i "Sertanejo Universitari".

## Artistes destacats

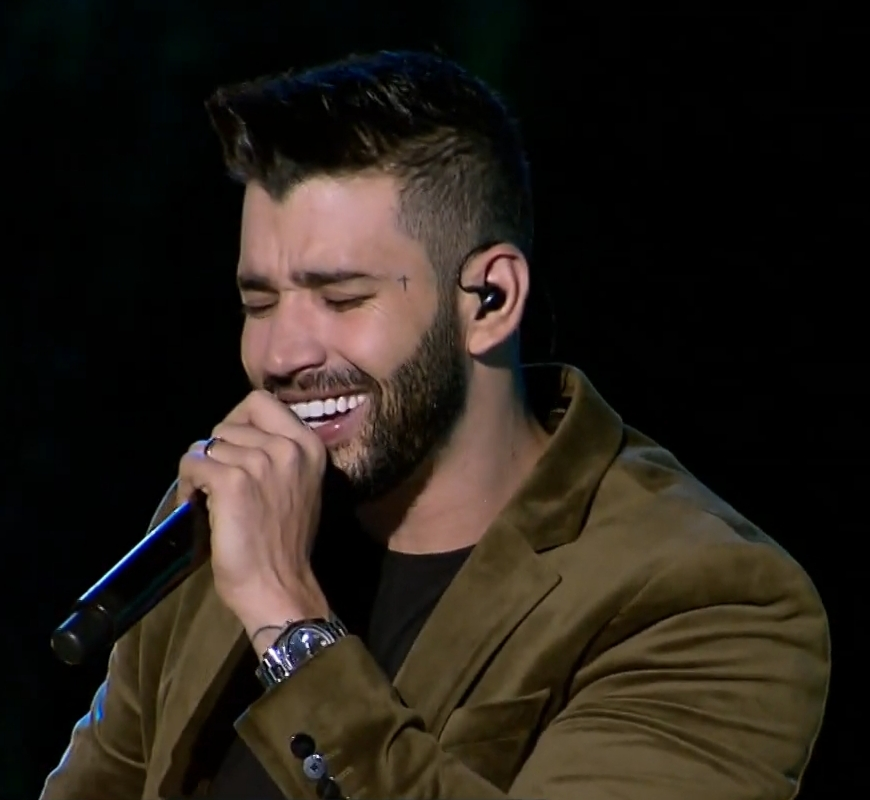
Gusttavo Lima és un dels cantants de sertanejo més internacionals.

### Música Caipira o Sertanejo Raiz

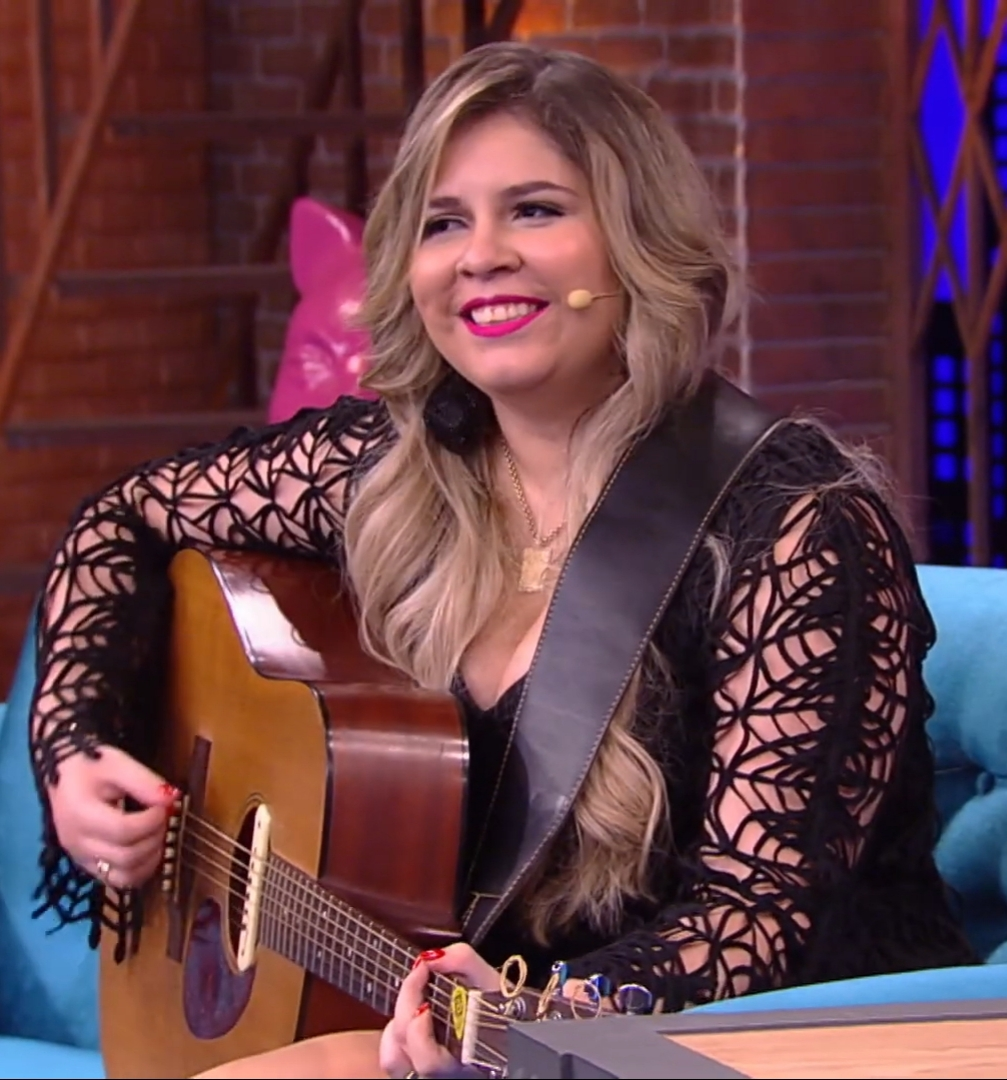
Marília Mendonça (1995-2021) fou una de les cantants de sertanejo més destacades de les dècades de 2010 i principis de 2020, fins a la seva tràgica mort al 2021.

- Tonico & Tinoco
- Vieira & Vieirinha
- Inezita Barroso
- Mazinho Quevedo

### Sertanejo Romàntic
- Milionário & José Rico[3]
- Renato Teixeira
- Cascatinha & Inhana
- Palmeira & Biá
- Zezé Di Camargo e Luciano
- Henrique e Juliano
- Paula Fernandes
- Trio Parada Dura
- Chitãozinho e Xororó

### Sertanejo Universitari
- Marília Mendonça
- Gusttavo Lima
- Michel Teló
- Cristiano Araújo
- Maiara & Maraisa
- Jorge & Mateus
- Luan Santana
- Bruno & Marrone
- Henrique & Juliano